# Carl Wolff (Politiker)
Carl August Wolff (* 6. Dezember 1799 in Hersfeld; † 4. April 1863 ebenda) war ein deutscher Kaufmann und Mitglied der kurhessischen Ständeversammlung.

## Leben
Carl Wolff wurde als Sohn des Hersfelder Kaufmanns Johann Friedrich Wolff und dessen Ehefrau Anna Margaretha Sunckel geboren und übernahm den väterlichen Geschäftsbetrieb.
1833 erhielt er von der Hersfelder Bürgerschaft in direkter Wahl ein Mandat für die kurhessische Ständeversammlung, die nach den Unruhen der 1830er Jahre zum Zweck der Beratung und Verabschiedung einer Verfassung gebildet worden war. Sie war ein Einkammer-Parlament, das aus 53 Abgeordneten bestand. 16 Männer wurden durch die Städte bestimmt. Für jeweils zwei Landtage durfte Hersfeld, dann für einen Landtag Melsungen den Abgeordneten wählen.
Wolff blieb bis 1835 in dem Parlament.